# Köstebekgiller
Köstebekgiller ist eine türkische Animations- und Realserie von Ömer Gökhan Erkut, die von 2010 bis 2018 auf dem türkischen Fernsehsender TRT Çocuk ausgestrahlt wurde.

## Handlung
Pelin ist ein kleines Mädchen und sie ist sehr neugierig, etwas zu lernen, deshalb liest sie ständig Bücher und sucht Informationen im Internet, um mehr über Tiere und ihr mysteriöses Leben zu erfahren.
Das neue Haus, in das sie mit ihrer Familie gezogen ist, ist auch der Beginn eines neuen Abenteuers für Pelin. Pelin beginnt vom ersten Tag an, das Haus und seine Umgebung zu erkunden. Im Garten des hauses lebt eine Familie Maulwürfe mit dem Familiennamen Köstebekgiller (Maulwurf heißt auf Türkisch Köstebek). Die Maulwürfe sind eine Familie, bestehend aus Köstebek Dede (Großvater), Köstebek Baba (Vater), Köstebek Anne (Mutter), Boyo, Süslü und Bebi. Pelin trifft zuerst ihren Nachbarn Caner. Caner ist ein ungezogener Junge, er und Pelin verstehen sich vom ersten Moment an nicht. Caner behandelt Pelin schlecht, deshalb will sie sich von ihm fernhalten.
Wegen der Menschen, die auf dem Boden herumlaufen, wird das Haus der Köstebekgiller zerstört. Währenddessen trifft Pelin die Köstebekgiller und beginnt ihnen zu helfen.
Für Pelin begann ein neues Zuhause mit einem guten Abenteuer. Caner ist sich sicher, dass Pelin etwas versteckt. Er versucht herauszufinden, was sie versteckt.

## Besetzung
| Rolle                 | Schauspieler                                                        |
| --------------------- | ------------------------------------------------------------------- |
| Pelin                 | Reyhan Asena Keskinci                                               |
| Caner                 | Yiğit Ege Yazar                                                     |
| Era                   | Dilek Serbest                                                       |
| Ceyda                 | İnci Türkay                                                         |
| Professor Fikri Güzel | Jess Molho                                                          |
| Salih                 | Orhan Aydın                                                         |
| Köstebek Anne         | Ezel Kalkan                                                         |
| Köstebek Baba         | Hakan Akın                                                          |
| Köstebek Dede         | Salahsun Hekimoğlu (erste Sprecher), Hüseyin Özay (zweite Sprecher) |
| Boyo                  | Mustafa Oral                                                        |
| Süslü, Bebi           | Gizem Gülen                                                         |
| Köstan Amca           | Ahmet Abasıyanık                                                    |
| Kösteban              | Mehmet Güler                                                        |

## Produktion und Veröffentlichung
Regie führte Ömer Gökhan Erkut. Die Drehbücher schrieben Arzu Yurtseven und Murat Ferhat. Die Produzenten waren Arzu Oduncu und Deniz Ceylan. Die Musik komponierte Seçil Akın. Die Serie wurde am 16. September 2010 auf TRT Çocuk ausgestrahlt. Inter der Hauptrolle spielen İnci Türkay, Reyhan Asena Keskinci, Yiğit Ege Yazar, Orhan Aydın, Oğuz Oktay, Ali Nuri Türkoğlu, Emel Çölgeçen und Jess Molho. Die letzte Folge erschien am 13. August 2018. 2015 kam der Kinofilm Köstebekgiller - Perili Orman raus. Der zweite Film Köstebekgiller 2 - Gölgenin Tılsımı erschien im Jahr 2018.